# Ageurta
Ageurta (en georgiano: აგეურთა) es una aldea histórica del noreste de Georgia, ubicado en el noroeste de la región de Kajetia y parte del municipio de Ajmeta. En 2018, junto con otros nueve puntos de Tusheti, se le otorgó el estatus de Monumento cultural de importancia nacional de Georgia.

## Geografía
Se encuentra en el territorio de Ajmeta, en la histórica región montañosa de Tushetia, a 9 km de distancia del pueblo de Omalo.

## Historia
En 2018, Giorgi Kvirikashvili, primer ministro de Georgia, reveló planes de trabajos de rehabilitación en torres y castillos de 10 puntos de la región de Tusheti, considerados patrimonio cultural, entre los cuales se encuentra Ageurta. Se planea iniciar con el inventario de las estructuras, para posteriormente continuar con la planificación de reestructuración.

## Infraestructura

### Arquitectura, monumentos y lugares de interés
La aldea se compone de unas veinte torres residenciales, muchas de las cuales se encuentran en ruinas. En la actualidad solo quedan cuatro torres sin pérdidas significativas. Una de las torres tiene seis pisos, pero están tan dañados que se encuentran al borde del colapso. Los revestimientos del piso de otras cuatro torres estaban hechos de madera (los restos de la estructura del pedestal aún se conservan).